# Cratere Morozov
Morozov è un cratere lunare di 41,01 km situato nella parte nord-occidentale della faccia nascosta della Luna.